# Sông Sikanni Chief
Sikanni Chief River là một con sông tại vùng núi Bắc Rocky  trong đất liền phía bắc British Columbia, Canada.  Nó hợp với sông Fontas để tạo thành sông Fort Nelson, phía đông nam của thị trấn Fort Nelson. Đầu nguồn của nó là gần núi McCusker, nằm về phía đông bắc của thương nguồn nhánh sông  Finlay  của Hồ Williston.
Lưu vực của sông rộng 2160.00 km2.